# بيفرلي هانسون
بيفرلي هانسون (بالإنجليزية: Beverly Hanson)‏ هي لاعبة غولف أمريكية، ولدت في 5 ديسمبر 1924 في فارغو في الولايات المتحدة، وتوفيت في 12 أبريل 2014 في توين فولز في الولايات المتحدة.

## وصلات خارجية
- بيفرلي هانسون على موقع رابطة لاعبات الغولف المحترفات (الإنجليزية)